# Thông trắng Himalaya
Thông trắng Himalaya hay thông lam, kiều tùng (danh pháp hai phần: Pinus wallichiana) là một loài thông bản địa khu vực miền núi Himalaya, Karakoram và Hindu Kush, từ miền đông Afghanistan kéo dài về phía đông qua miền bắc Ấn Độ tới Vân Nam ở tây nam Trung Quốc. Nó mọc tại các cao độ lớn trong các thung lũng núi ở độ cao khoảng 1.800-4.300 m (ít khi thấp hơn 1.200 m), và là cây thân gỗ cao 30–50 m. Nó phù hợp với khí hậu ôn đới có mùa đông khô và mùa hè ẩm ướt.
Loài thông này còn gọi là 'thông Bhutan', một tên gọi dễ gây nhầm lẫn với loài thông trắng Bhutan (Pinus bhutanica) mới mô tả gần đây, một loài có quan hệ họ hàng gần với nó. Trong quá khứ, thông trắng Himalaya còn có các danh pháp hiện tại không hợp lệ là "Pinus griffithii" McClelland hay "Pinus excelsa" Wall., cũng như "Pinus chylla" Lodd. khi cây là có sẵn nhờ buôn bán cây giống của người châu Âu năm 1836, chín năm sau khi Nathaniel Wallich lần đầu tiên đưa hạt của nó vào nước Anh.

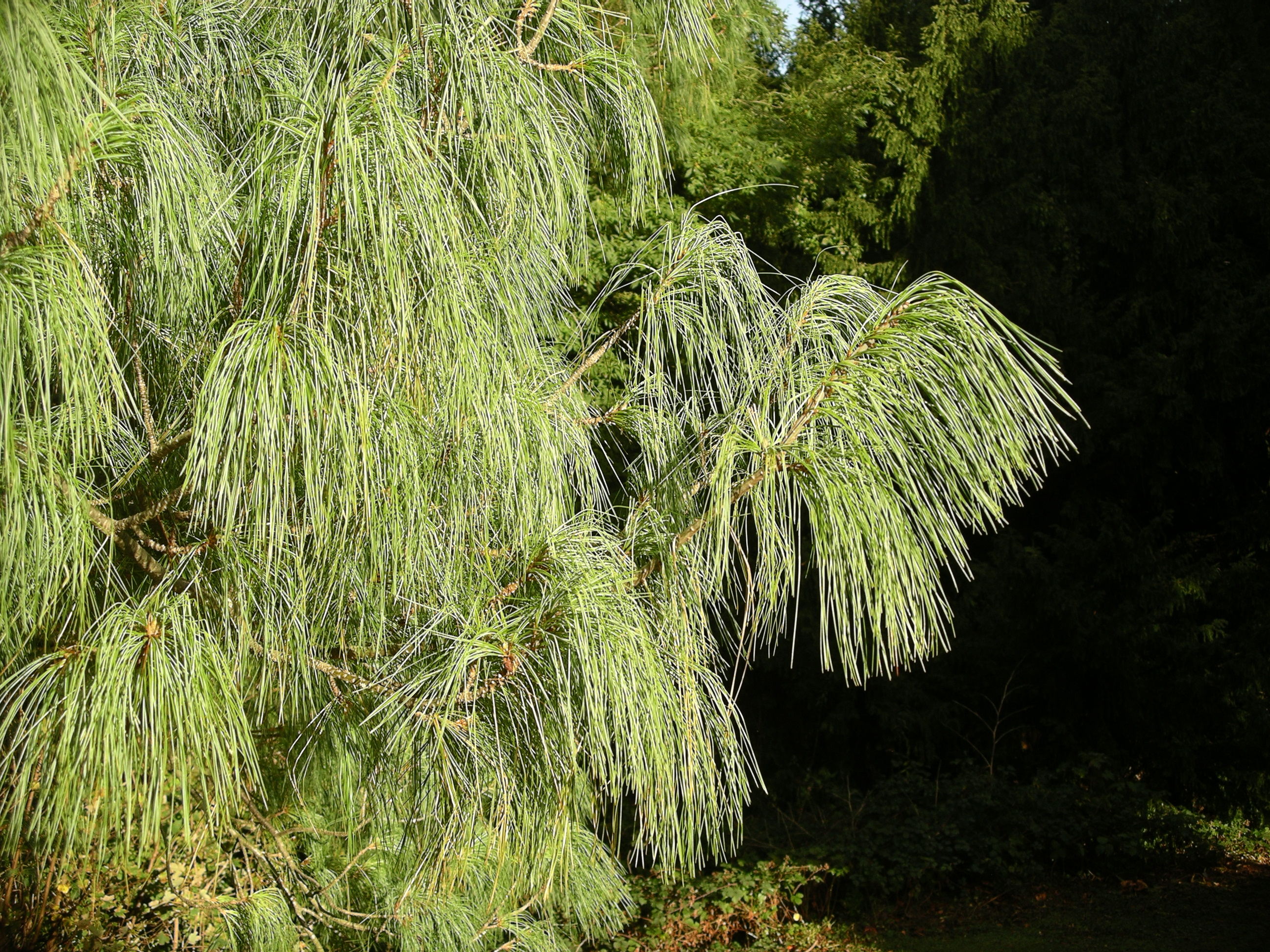
Tán lá thông trắng Himalaya

Các lá kim mọc thành chùm 5 lá dài 12–18 cm và thường rủ xuống. Các nón dài và mảnh dẻ, chiều dài 16–32 cm, màu vàng da bò khi chín, với các vảy mỏng; hạt dài 5–6 mm có cánh dài 20–30 mm.
Môi trường sống điển hình là sườn núi nhiều đá nhỏ và các dải đất trước sông băng, nhưng nó cũng tạo thành các khu rừng già như là loài cây chủ yếu hay rừng hỗn hợp với tuyết tùng Deodar, bạch dương, vân sam, linh sam. Ở một số nơi nó đạt tới đường giới hạn cây thân gỗ.

## Sử dụng
Gỗ cứng vừa phải, bền và chứa nhiều nhựa. Nó dùng làm củi cũng được nhưng tạo khói có mùi nhựa hăng. Nó là nguồn thương mại quan trọng trong cung cấp nhựa thông có chất lượng cao hơn của nhựa lấy từ thông Chir (P. roxburghii).
Nó cũng là loài cây trồng phổ biến trong các công viên và các khu vườn lớn vì có tán lá hấp dẫn cùng các nón lớn. Nó cũng được đánh giá cao vì sức đề kháng khá cao đối với ô nhiễm không khí, cao hơn so với một số loài thông khác.